# Junges Kolleg
Das Junge Kolleg der Nordrhein-Westfälischen Akademie der Wissenschaften und der Künste ist ein Förderprogramm für herausragende junge Wissenschaftler aller Fachrichtungen. Es existiert seit dem Jahr 2006. Seine Mitglieder werden auf jeweils vier Jahre berufen, um sie durch die Aufnahme persönlich und sichtbar auszuzeichnen, in ihrer Forschung ideell und finanziell zu unterstützen und ihnen ein interdisziplinäres Forum für die kritische Bewertung von Problemen der Bildungs- und Forschungspolitik zu bieten. Insgesamt umfasst das Kolleg maximal 30 Mitglieder.

## Auswahl
Die Aufnahme in das Junge Kolleg setzt die Promotion voraus. In Frage kommt, wer sich durch besondere wissenschaftliche Leistungen ausgezeichnet hat, ohne schon eine Hochschullehrerstelle innezuhaben, an einer wissenschaftlichen Hochschule oder Forschungseinrichtung des Landes Nordrhein-Westfalen beschäftigt und bei der Aufnahme nicht älter als 36 Jahre ist. Die Jungen Kollegiaten erhalten ein Forschungsstipendium in Höhe von 10.000 Euro pro Jahr. Die Stipendien wurden zu Beginn des Kollegs finanziert durch die Stiftung Mercator aus Essen.
Mit Aufnahme der 11 neuen Mitglieder (aus über 100 Bewerbungen) des Jahrgangs 2013 gehörten dem Jungen Kolleg 39 Mitglieder an (Stand: 2013). Die Ausschreibung für den jeweils nächsten Jahrgang erfolgt im Frühjahr.

## Arbeit
Die Jungen Kollegiaten tagen im Plenum und in derzeit (2013) vier Arbeitsgruppen zu den Themen „Visualisierung“, „Hochschulpolitik“, „Verantwortung“ sowie „Wissenschaft und Kreativität“. Frühere Themen waren „Technik und Gesellschaft“, „Europas Andere? – Andere Europas!“ und „Wissenschaftsthemen der Zukunft“. Die Arbeitsgruppe „Technik und Gesellschaft“ hat ihre Diskussionen zu den Themen Designer-Baby. Diagnostik und Forschung am ungeborenen Leben und Biometrie. Sicherheit für den gläsernen Menschen in Sammelbänden veröffentlicht.
Im Jahr 2008 führten die Jungen Kollegiaten ihr interdisziplinäres Gespräch unter dem Thema „Andere Welten“. So hieß auch der Forschungstag des Jungen Kollegs, der im September 2008 stattfand. 2009 war der Forschungstag dem Thema „Krisen“ gewidmet, im Folgejahr wurde das Thema „Sicherheit“ behandelt, gefolgt von „Musik und Technik“ im Jahr 2011 und einem Forschungstag zum Thema „Das Wohl der Anderen“ im vergangenen Jahr (2012). Die Beiträge der Forschungstage sind in den Sammelbänden Andere Welten und Sicherheit und Krise erschienen.

## Werke
- Bernd J. Hartmann, Agnes Flöel, Eva M. Neuhaus, Klaus von Stosch, Christoph Thole, Martin F.-X. Wagner: Designer-Baby. Diagnostik und Forschung am ungeborenen Leben, Verlag Ferdinand Schöningh, Paderborn 2009, ISBN 978-3-506-76694-6
- Bernd J. Hartmann, Daniel Siemens, Gottfried Vosgerau (Hrsg.): Biometrie – Sicherheit für den gläsernen Menschen?, Verlag Ferdinand Schöningh, Paderborn 2012, ISBN 978-3-506-77619-8

## Weblink
- Seite des Jungen Kollegs der Nordrhein-Westfälischen Akademie der Wissenschaften und der Künste.

## Nachweise
1. ↑  Mitglieder im Jungen Kolleg.
2. ↑  Arbeitsgruppen im Jungen Kolleg (Abfrage: 1. April 2013).
3. ↑  Arbeitsgruppen im Jungen Kolleg (Abfrage: 1. April 2013).
4. ↑  Presseerklärung der Nordrhein-Westfälischen Akademie der Wissenschaften und der Künste.
5. ↑  awk.nrw.de (Memento vom 29. April 2013 im Webarchiv archive.today)
6. ↑  Veranstaltungshinweis der Nordrhein-Westfälischen Akademie der Wissenschaften und der Künste (Memento vom 29. April 2013 im Webarchiv archive.today) (Abfrage: 1. April 2013).
7. ↑  awk.nrw.de (Memento vom 29. April 2013 im Webarchiv archive.today)
8. ↑  Veranstaltungshinweis der Nordrhein-Westfälischen Akademie der Wissenschaften und der Künste (Memento vom 29. April 2013 im Webarchiv archive.today) (Abfrage: 1. April 2013).
9. ↑  Publikationen des Jungen Kollegs (Abfrage: 1. April 2013).